# Shoubak

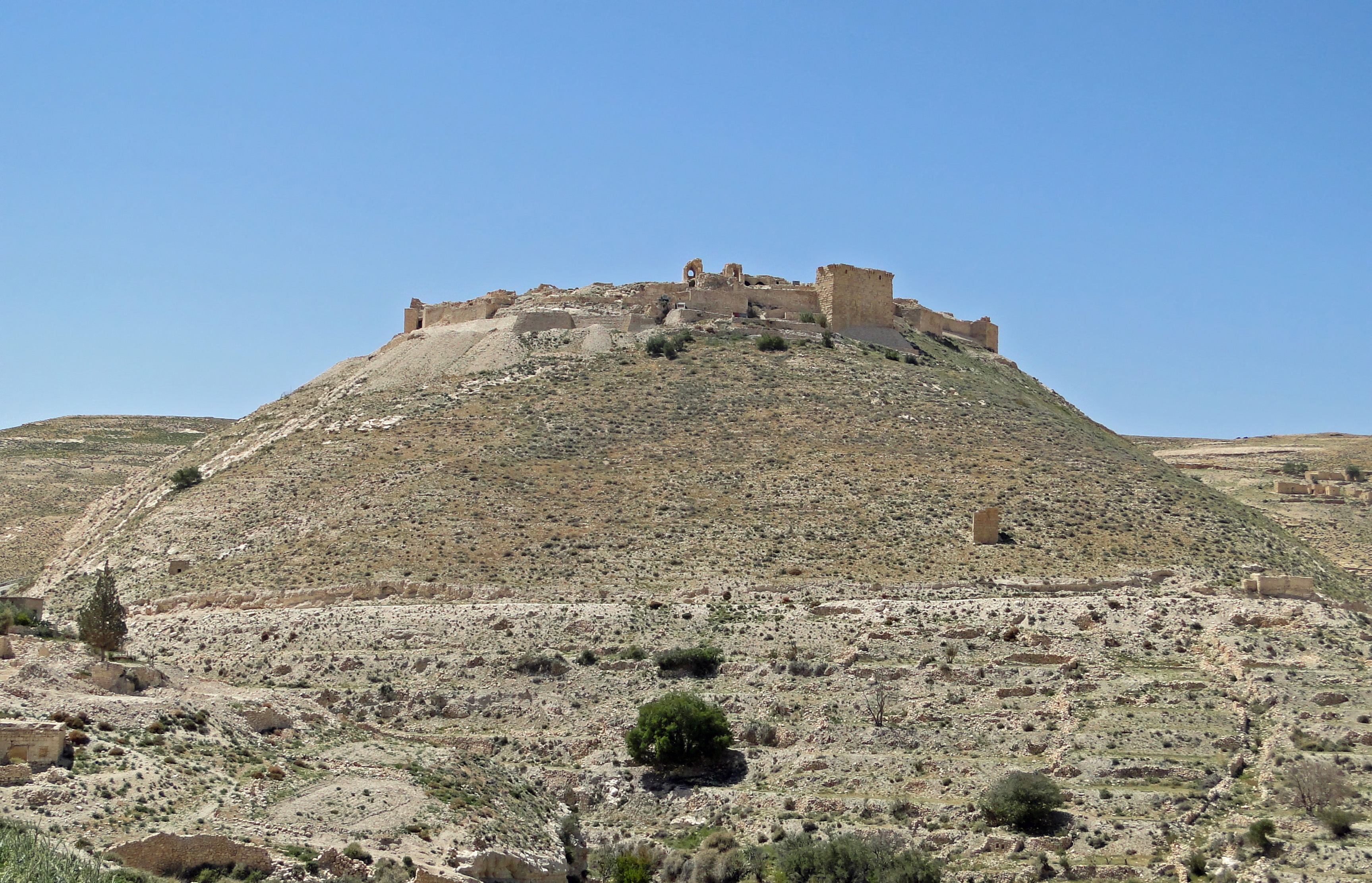
Castelo Cruzado de Montreal em Shoubak

Shoubak(em árabe: الشوبك) é um município que se encontra na borda noroeste da província de Ma'an. Tem uma população de 12.500. Situa-se em uma das maiores elevações acima do nível do mar na Jordânia, este município é famoso pelas maçãs e fazendas de frutas.

## História
Shoubak foi fundada pelos edomitas que tinham sua capital em Busaira na vizinha província de  Tafilah,  mais tarde ela foi ocupada pelos nabateus. 
A importância da Shoubak atingiu o seu auge após Balduíno I de Jerusalém assumir o controle da mesma, cortando as vias de comunição entre o Egito e a Síria, o famoso Castelo de Montreal foi construído no topo de uma colina pelos cruzados, em 1115. Shoubak foi mais tarde anexada ao sultanato dos aiúbidas por Saladino em 1187. Juntamente com Petra e Aqaba forma um triângulo que está na encruzilhada entre a Síria, Arábia e Egito. Sua altitude (1330m acima do nível do mar) lhe confere também uma importância estratégica.

## Geografia e clima

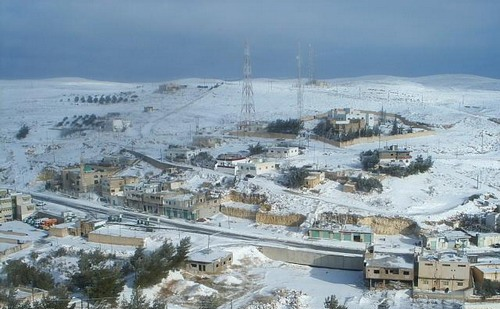
Shoubak é conhecida por seus invernos frios

Devido à sua elevada altitude, Shoubak é famosa por seus frios e congelantes invernos, e devido à sua localização nas margens do deserto da Arábia, tem um verão seco. A precipitação média anual em Shoubak está na faixa de 150-350mm.

## Demografia
O Censo Nacional do ano 2004 mostrou que a população total de Shoubak era 12590 pessoas, das quais 5.666 são do sexo masculino (45%) e 6.924 são mulheres que constituem 55% da população total. Havia 1663 agregados familiares com uma média de 5 pessoas por famílias. Quase toda a população é muçulmana.

## Economia

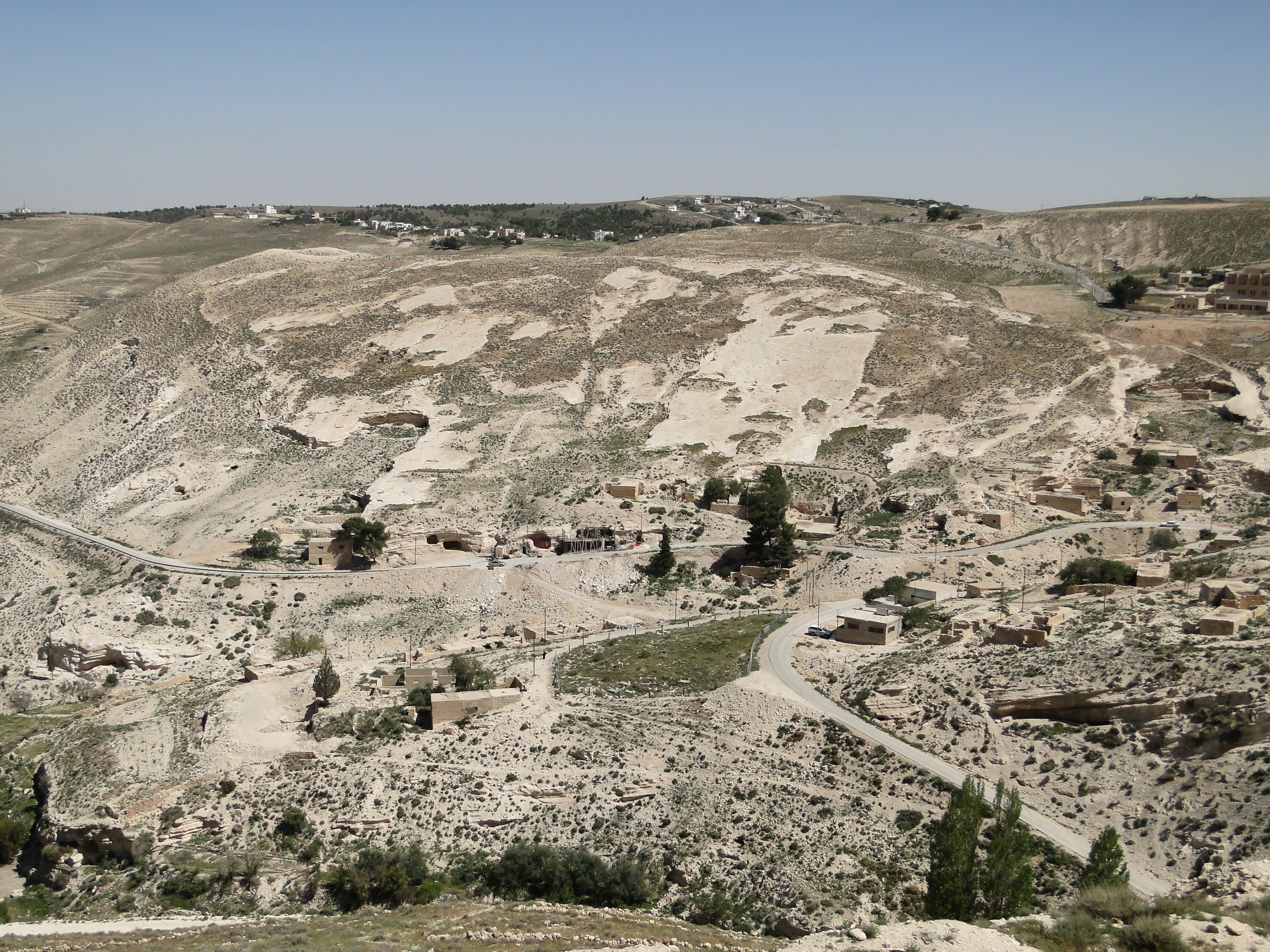
Vista do Castelo de Montreal

Agricultura constitui a principal fonte de renda para Shoubak, seguido pelo turismo. Beneficiando de uma altitude de mais de 1300 m acima do nível do mar, os campos de Shoubak se estende a cerca de 189 km2 de oliveiras, legumes e frutas , entre elas a maçã. Há muitas fazendas de mel de abelhas na zona rural da cidade, tornando-se um grande produtor de mel.

## Nota
- Este artigo foi inicialmente traduzido, total ou parcialmente, do artigo da Wikipédia em inglês cujo título é «Shoubak».